# Urs malaez
Ursul malaez sau ursul malaezian (Helarctos malayanus) este cel mai mic urs din familia Ursidae. Poate trăi până la 35 ani. 

## Etimologie
Ursul malaez este numit astfel după arealul său. Numele generic Helarctos provine din două cuvinte grecești: ήλιος (hēlios, legat de soarele) și αρκτος (arctos, urs).

## Descrierea speciei
Ursul soare este un mamifer mic, având o greutate de până la 80 kg, o înălțime de 0,7 m și o lungime de 1,5 m. Are o blană de culoare neagră, și pe piept are un segment semicircular de culoare aurie-deschisă. Are dantură diferită de alți urși, printre care și niște canini destul de lungi.

## Dieta
Dieta urșilor constă din plante, fructe, mici nevertebrate (termite), mici păsări,rozătoare și pești.

## Arealul
Arealul de răspândire include țări din Asia de Sud și Asia de Sud-Est, precum: Malaysia, Laos, Vietnam, Cambogia, Tailanda și Bangladesh.